# Vũ Thành Vinh
Vũ Thành Vinh (sinh năm 1976) là một nghệ sĩ ưu tú, đạo diễn, nhà sản xuất chương trình nổi tiếng, MC, người sáng lập của hàng loạt trò chơi có định dạng thuần Việt như: Solo cùng Bolero, Cười Xuyên Việt, Kịch cùng Bolero, Gương mặt điện ảnh, Quyền lực ghế nóng và Tình Bolero. Năm 2016, anh được Chủ tịch nước tặng danh hiệu Nghệ sĩ Ưu tú. Hiện nay, anh là CEO Công ty Truyền thông Khang (KMedia).

## Tiểu sử
Vũ Thành Vinh sinh năm 1976 tại Sóc Trăng. Anh tốt nghiệp chuyên ngành Quay phim (1996). Năm 1999, anh tốt nghiệp chuyên ngành Đạo diễn điện ảnh. Từ năm 2000 - 2015, anh công tác với vị trí đạo diễn tại Đài Truyền hình TP. HCM. Từ năm 2015 đến nay, anh là CEO của công ty Truyền thông Khang.
Anh là tổng đạo diễn của các chương trình do Truyền thông Khang sản xuất và tham gia làm giám khảo của nhiều chương trình như: Én Vàng, Tình Bolero và Solo cùng Bolero...
Năm 2017, anh mắc phải căn bệnh lạ và đứng trước làn ranh sinh tử.
May mắn khỏi bệnh, anh đã viết quyển sách Sự sống giá bao nhiêu? Nhằm kể lại khoảng thời gian bạo bệnh, qua đó muốn nhắn gửi thông điệp đến giới trẻ hãy biết trân trọng sự sống của mình. Quyển sách ra đời và được nhiều độc giả đón nhận.
Hiện anh đã kết hôn và có 3 người con, hai trai, một gái.

## Giải thưởng
- Huy chương Vàng Liên hoan truyền hình toàn quốc 2002 cho phim Xe lăn
- Giải Mai Vàng của báo Người Lao Động 2002
- Đạo diễn được yêu thích nhất năm 2003
- 5 Huy chương Vàng tại các Liên hoan truyền hình toàn quốc [9]
- Danh hiệu NSƯT vào năm 2016